# Манка (Лесото)
Манка (англ. Manka) — одна з місцевих громад, що розташована в районі Лерібе, Лесото. Населення місцевої громади у 2006 році становило 20 693 особи.